# شبكة الأخبار الموثوقة
شبكة الأخبار الموثوقة NewsTrust هي شبكة إخبارية غير حزبية وغير ربحية تدير موقعًا على الويب حيث يتمكن المستخدمون من الرجوع إلى الأخبار، ويقيمون القصص وفقًا لجودة الصحافة، ويستعرضون المقالات ويضيفون قصصًا يجدونها جديرة بالاهتمام.

## تاريخ الشبكة
ظهرت شبكة الأخبار الموثوقة NewsTrust لأول مرة على أنها فكرة عبر موقع MoveOn.org، حيث أعرب مؤسس شركة موف أون ويس بويد MoveOn Wes Boyd عن قلقه من «وسائل الإعلام التقليدية... الخاسرة»؛ حيث قام بتوظيف فابريس فلورين، الذي كان في ذلك الوقت الرئيس التنفيذي لشركة هاند تاب للاتصالات Handtap Communications التي تقدم المحتوى الخلوي، لإدارة هذا المشروع، والذي سيقيم الأخبار على أساس يومي حول ما إذا كانت «الأخبار يمكن الوثوق بها أم لا». تم إطلاق الموقع بشكل رسمي في مايو 2005.
في عام 2011، قامت شبكة الأخبار الموثوقة NewsTrust بتجربة موقع خاص في بالتيمور يركز على الأخبار المحلية لبالتيمور. أُطلقت الشبكة في بالتيمور بسبب قربها من فرع معهد المجتمع المفتوح في بالتيمور، واستأجرت محررًا سابقًا لصحيفة بالتيمور صن، ماري هارتلي، كمحرر. أُغلق الموقع في بالتيمور بعد ستة أشهر من إطلاقه، على الرغم من استمرار نشر المحتوى المقدم من المستخدمين، وتحولت مهمة الشبكة إلى نموذج أكثر دقةً «لتدقيق الحقائق» من أجل انتخابات 2012.
وفي عام 2012، تبنى معهد بوينتر الشبكة.

## الشراكات والتمويل
أدرجت الشبكة العديد من الشركاء في وسائل الإعلام، بما في ذلك هافينغتون بوست) وبوليتي فاكت وواشنطن بوست وبعض المستشارين بما في ذلك هووارد رينولد من جامعة ستانفورد وكريج نيومارك من كريجزليست. تلقت الشبكة أيضًا تبرعات مالية من مؤسسات غير ربحية مختلفة ومانحين من القطاع الخاص.

## روابط خارجية
- الموقع الرسمي